# Nam Thắng (xã)
Nam Thắng là một xã thuộc huyện Nam Trực, tỉnh Nam Định, Việt Nam.
Xã Nam Thắng có diện tích 9,82 km², dân số năm 1999 là 7738 người, mật độ dân số đạt 788 người/km².
Xã Nam Thắng có một danh nhân lịch sử nổi tiếng là Trạng Nguyên Nguyễn Hiền(1234-1256) đỗ Trạng Nguyên năm Thiên Ưng Chính Bình thứ 16(1247) dưới thời vua Trần Thái Tông. Ông cũng là Trạng Nguyên nhỏ tuổi nhất đất Nam ta khi đỗ Trạng năm 13 tuổi,ghi danh sử sách Đất Việt